# Ben Haden
Ben Haden (18 de octubre de 1925 - 24 de octubre de 2013) fue un ministro ordenado en la Iglesia Presbiteriana en América. Se dio a conocer internacionalmente por medio de una de las más exitosas transmisiones religiosas del siglo XX, Changed Lives, procedente de los servicios de la Primera Iglesia Presbiteriana en Chattanooga, Tennessee. Con su experiencia en la CIA y como director general de un diario, también fue orador en la Radio Bible Study Hour, sucediendo a Donald Grey Barnhouse de la Décima Iglesia Presbiteriana en Filadelfia. Haden era ateo hasta que se convirtió al cristianismo en 1954.
Haden nació en Fincastle, Virginia, en 1925. Recibió su título de abogado de la Universidad de Washington y Lee en 1949 y se convirtió en un miembro de la barra de Virginia. También estudió en la Universidad de Texas en Austin en el Seminario Teológico de Columbia en Decatur, Georgia. Haden pastor de la Iglesia Presbiteriana de Key Biscayne en Miami, Florida, antes de pasar a ser el undécimo pastor de la Primera Iglesia Presbiteriana en Chattanooga, Tennessee, en 1968, sucediendo a James L. Fowle. Sirvió a la iglesia en Chattanooga durante 31 años antes de dimitir en 1998 para dedicarse a Changing Lives.org, un ministerio de audio bajo demanda de vídeo en streaming de Internet. Este ministerio produce "conversaciones", audios que duran de cinco a quince minutos y se hacen en un tono de conversación. Él hace hincapié en que estas producciones no son sermones, sino conversaciones sencillas. Esto apoya uno de los objetivos de Changing Lives, que es llegar a los muchos estadounidenses que afirman ser cristianos y todavía no tienen una iglesia. En 1963, mientras asistía a Columbia Theological Seminary, Haden publicó un relato de no ficción de las personas que conoció durante sus viajes como periodista en la Unión Soviética, I See Their Faces. Murió en Chattanooga, el 24 de octubre de 2013.

## Libros
- I See Their Faces (1963). Royal Publishers: Johnson City, Tennessee. LCCN: 63025534
- Rebel to Rebel (1971). LOGOI: Miami.
- Pray! Don't Settle for a Two-bit Prayer Life (1974). T. Nelson: Nashville. LCCN: 74005056